# Final Fantasy Crystal Chronicles
 (septembre 2017).
Si vous disposez d'ouvrages ou d'articles de référence ou si vous connaissez des sites web de qualité traitant du thème abordé ici, merci de compléter l'article en donnant les références utiles à sa vérifiabilité et en les liant à la section « Notes et références ».
Final Fantasy Crystal Chronicles est un jeu vidéo de rôle développé par Game Designers Studio et édité par Square Enix, sorti sur GameCube en 2003 au Japon et en 2004 en Amérique du Nord, Europe et Australie. C'est le premier jeu vidéo de la série Final Fantasy sur console permettant de jouer à plusieurs en simultané. Il s'agit du premier Final Fantasy sur une console de Nintendo depuis Final Fantasy VI sur Super Nintendo en 1994.
Une version remastérisée est sortie en août 2020 sur Nintendo Switch, PlayStation 4, Android et iOS,.

## Histoire
Au temps de l'âge d'or où les quatre peuples (Lilties, Yukes, Clavats, Selkies) étaient en paix, un météore s'écrasa sur la Terre, détruisant le grand cristal qui protège ce monde. Une substance inconnue s'installa dans le monde entier, faisant souffrir les populations : le Miasme. Les débris du grand cristal furent éparpillés aux quatre coins de l'univers, les cités se développant autour. Dès lors, des caravanes sont envoyées pour raviver l'éclat du cristal qui ne dure qu'un an, grâce aux gouttes de Myrrhe recherchées dans les donjons.

## Système de jeu
A la différence des premiers jeux Final Fantasy dans lesquels les combats se déroulent au tour à tour, Crystal Chronicles est un action RPG, c’est-à-dire avec un gameplay où les combats se déroulent sur l'écran de jeu et en temps réel. Vient ensuite le fait que le personnage (choisi dans une des 4 races disponibles) est seul (en mode un joueur) tout le long du jeu, mis à part le Mog qui vous suit en portant le calice. Les développeurs ont toutefois gardé les thèmes récurrents qui ont fait le succès de la série : la magie, des paysages dans l'esprit heroic fantasy, etc.
Le joueur a la possibilité d'augmenter ses capacités (vie, attaque, défense, etc.) au fur et à mesure du jeu.

## Accueil
- Eurogamer : 9/10[3]
- Famitsu : 32/40[4]
- Game Informer : 7/10[5]
- GameSpot : 8/10[6]
- IGN : 7,5/10[7]
- Jeuxvideo.com : 15/20[8]